# Saison 2003 de l'ATP
Cet article traite de la saison 2003 masculine. Pour la saison 2003 féminine, voir Saison 2003 de la WTA.
Pour un article plus général, voir 2003 en tennis.
Pour un article plus général, voir ATP World Tour.
Vainqueurs des tournois majeurs
Cet article rassemble les résultats des tournois de tennis masculin de la saison 2003. Celle-ci est constituée de 69 tournois répartis en plusieurs catégories :
- 64 organisés par l'ATP :
  - les Tennis Masters Series, au nombre de 9 ;
  - les International Series Gold, au nombre de 9 :
  - les International Series, au nombre de 44 ;
  - la Tennis Masters Cup qui réunit les huit meilleurs joueurs et paires au classement ATP Race en fin de saison ;
  - la World Team Cup (compétition par équipes).
- 5 organisés par l'ITF :
  - les 4 tournois du Grand Chelem ;
  - la Coupe Davis (compétition par équipes).

La Hopman Cup est une compétition mixte (par équipes), elle est organisée par l'ITF.

## Nouveautés de la saison
- Le Masters de tennis masculin déménage de Shanghaï à Houston, il se joue toujours sur dur mais en extérieur cette saison.
- Dans la catégorie International Series Gold :
  -  Washington (dur (ext.)) est rétrogradé en International Series sans autres changements.
  -  Indianapolis (dur (ext.)) est rétrogradé en International Series sans autres changements.
- Dans la catégorie International Series :
  -  Stuttgart (terre (ext.)) est promu en International Series Gold sans autres changements.
  - Majorque (terre (ext.)) disparaît pour laisser place à Valence (même surface).
  - Tachkent (dur (ext.)) disparaît pour laisser place à Bangkok (dur (int.)).
  - Hong Kong (dur (ext.)) disparaît pour laisser place à Shanghai (même surface).
  - Metz (dur (int.)) apparaît, il se joue au mois de septembre.
  - San José (dur (int.)) et Copenhague (même surface) échangent de place dans le calendrier. San José se déroule cette saison 2 semaines plus tôt : la 2e semaine de février.

## Classements

### Évolution du top 10
| Rang | Nom                 | Points |
| ---- | ------------------- | ------ |
| 1    | Lleyton Hewitt      | 4485   |
| 2    | Andre Agassi        | 3395   |
| 3    | Marat Safin         | 2845   |
| 4    | Juan Carlos Ferrero | 2740   |
| 5    | Carlos Moyà         | 2630   |
| 6    | Roger Federer       | 2590   |
| 7    | Jiří Novák          | 2335   |
| 8    | Tim Henman          | 2215   |
| 9    | Albert Costa        | 2070   |
| 10   | Andy Roddick        | 2045   |

| Rang | Nom                            | Points |
| ---- | ------------------------------ | ------ |
| 1    | Mark Knowles                   | 5680   |
| 2    | Daniel Nestor                  | 5630   |
| 3    | Max Mirnyi                     | 4170   |
| 4    | Mahesh Bhupathi                | 4120   |
| 5    | Todd Woodbridge Jonas Björkman | 3940   |
| 7    | Mike Bryan                     | 3700   |
| 8    | Bob Bryan                      | 3575   |
| 9    | Jared Palmer                   | 3245   |
| 10   | Donald Johnson                 | 3080   |

| Rang | Nom             | Points              |      |
| ---- | --------------- | ------------------- | ---- |
| 1    | en augmentation | Andy Roddick        | 4535 |
| 2    | en augmentation | Roger Federer       | 4375 |
| 3    | en augmentation | Juan Carlos Ferrero | 4205 |
| 4    | en diminution   | Andre Agassi        | 3425 |
| 5    | en augmentation | Guillermo Coria     | 3330 |
| 6    | en augmentation | Rainer Schüttler    | 3205 |
| 7    | en diminution   | Carlos Moyà         | 2280 |
| 8    | en augmentation | David Nalbandian    | 2060 |
| 9    | en augmentation | Mark Philippoussis  | 1615 |
| 10   | en augmentation | Sébastien Grosjean  | 1610 |

| Rang | Nom             | Points                     |      |
| ---- | --------------- | -------------------------- | ---- |
| 1    | en augmentation | Max Mirnyi                 | 4775 |
| 2    | en augmentation | Bob Bryan Mike Bryan       | 4510 |
| 4    | en stagnation   | Mahesh Bhupathi            | 4390 |
| 5    | en stagnation   | Todd Woodbridge            | 4220 |
| 6    | en diminution   | Jonas Björkman             | 4045 |
| 7    | en diminution   | Daniel Nestor Mark Knowles | 3950 |
| 9    | en augmentation | Fabrice Santoro            | 3595 |
| 10   | en augmentation | Paul Hanley                | 3555 |

### Classement final
| N° | Joueur              | Pays | Points | Évolution |
| -- | ------------------- | ---- | ------ | --------- |
| 1  | Andy Roddick        |      | 4535   | +9        |
| 2  | Roger Federer       |      | 4375   | +4        |
| 3  | Juan Carlos Ferrero |      | 4205   | +1        |
| 4  | Andre Agassi        |      | 3425   | −2        |
| 5  | Guillermo Coria     |      | 3330   | +40       |
| 6  | Rainer Schüttler    |      | 3205   | +27       |
| 7  | Carlos Moyà         |      | 2280   | −2        |
| 8  | David Nalbandian    |      | 2060   | +4        |
| 9  | Mark Philippoussis  |      | 1615   | +71       |
| 10 | Sébastien Grosjean  |      | 1610   | +7        |
| 11 | Paradorn Srichaphan |      | 1595   | +5        |
| 12 | Nicolás Massú       |      | 1559   | +44       |
| 13 | Jiří Novák          |      | 1510   | −6        |
| 14 | Younès El Aynaoui   |      | 1480   | +8        |
| 15 | Tim Henman          |      | 1480   | −7        |
| 16 | Gustavo Kuerten     |      | 1470   | +21       |
| 17 | Lleyton Hewitt      |      | 1450   | −16       |
| 18 | Sjeng Schalken      |      | 1445   | +2        |
| 19 | Martin Verkerk      |      | 1425   | +67       |
| 20 | Mardy Fish          |      | 1300   | +64       |

## Palmarès
| Catégorie                 |
| ------------------------- |
| Grand Chelem              |
| Tennis Masters Cup        |
| Tennis Masters Series     |
| International Series Gold |
| International Series      |

### Simple
| No | Date       | Nom et lieu du tournoi                                        | Catégorie      | Dotation    | Surface         | Vainqueur           | Finaliste           | Score                   | [ 1 ]   |
| -- | ---------- | ------------------------------------------------------------- | -------------- | ----------- | --------------- | ------------------- | ------------------- | ----------------------- | ------- |
| 1  | 30/12/2002 | AAPT Championships, Adélaïde                                  | Int' Series    | 332 000 $   | Dur (ext.)      | Nikolay Davydenko   | Kristof Vliegen     | 6-2, 7-63               | Tableau |
| 2  | 30/12/2002 | Tata Open, Chennai                                            | Int' Series    | 355 000 $   | Dur (ext.)      | Paradorn Srichaphan | Karol Kučera        | 6-3, 6-1                | Tableau |
| 3  | 30/12/2002 | Qatar ExxonMobil Open, Doha                                   | Int' Series    | 975 000 $   | Dur (ext.)      | Stefan Koubek       | Jan-Michael Gambill | 6-4, 6-4                | Tableau |
| 4  | 06/01/2003 | Heineken Open, Auckland                                       | Int' Series    | 322 000 $   | Dur (ext.)      | Gustavo Kuerten     | Dominik Hrbatý      | 6-3, 7-5                | Tableau |
| 5  | 06/01/2003 | Adidas International, Sydney                                  | Int' Series    | 322 000 $   | Dur (ext.)      | Lee Hyung-taik      | Juan Carlos Ferrero | 4-6, 7-66, 7-64         | Tableau |
| 6  | 13/01/2003 | Australian Open, Melbourne                                    | G. Chelem      | 4 861 502 $ | Dur (ext.)      | Andre Agassi        | Rainer Schüttler    | 6-2, 6-2, 6-1           | Tableau |
| 7  | 27/01/2003 | Breil Milano Indoor, Milan                                    | Int' Series    | 355 000 $   | Moquette (int.) | Martin Verkerk      | Ievgueni Kafelnikov | 6-4, 5-7, 7-5           | Tableau |
| 8  | 10/02/2003 | Open 13, Marseille                                            | Int' Series    | 475 000 $   | Dur (int.)      | Roger Federer       | Jonas Björkman      | 6-2, 7-66               | Tableau |
| 9  | 10/02/2003 | Siebel Open, San José                                         | Int' Series    | 355 000 $   | Dur (int.)      | Andre Agassi        | Davide Sanguinetti  | 6-3, 6-1                | Tableau |
| 10 | 10/02/2003 | BellSouth Open by Rosen, Viña del Mar                         | Int' Series    | 320 000 $   | Terre (ext.)    | David Sánchez       | Marcelo Ríos        | 1-6, 6-3, 6-3           | Tableau |
| 11 | 17/02/2003 | Copa AT&T, Buenos Aires                                       | Int' Series    | 355 000 $   | Terre (ext.)    | Carlos Moyà         | Guillermo Coria     | 6-3, 4-6, 6-4           | Tableau |
| 12 | 17/02/2003 | Kroger St. Jude, Memphis                                      | Series Gold    | 665 000 $   | Dur (int.)      | Taylor Dent         | Andy Roddick        | 6-1, 6-4                | Tableau |
| 13 | 17/02/2003 | ABN AMRO World Tennis Tournament, Rotterdam                   | Series Gold    | 800 000 $   | Dur (int.)      | Max Mirnyi          | Raemon Sluiter      | 7-63, 6-4               | Tableau |
| 14 | 24/02/2003 | Abierto Mexicano de Tenis Telefónica Movistar, Acapulco       | Series Gold    | 665 000 $   | Terre (ext.)    | Agustín Calleri     | Mariano Zabaleta    | 7-5, 3-6, 6-3           | Tableau |
| 15 | 24/02/2003 | The Dubai Tennis Championships, Dubaï                         | Series Gold    | 975 000 $   | Dur (ext.)      | Roger Federer       | Jiří Novák          | 6-1, 7-62               | Tableau |
| 16 | 24/02/2003 | Copenhagen Open, Copenhague                                   | Int' Series    | 355 000 $   | Dur (int.)      | Karol Kučera        | Olivier Rochus      | 7-64, 6-4               | Tableau |
| 17 | 03/03/2003 | International Tennis Championships Delray Beach, Delray Beach | Int' Series    | 355 000 $   | Dur (ext.)      | Jan-Michael Gambill | Mardy Fish          | 6-0, 7-65               | Tableau |
| 18 | 03/03/2003 | Franklin Templeton Tennis Classic, Scottsdale                 | Int' Series    | 355 000 $   | Dur (ext.)      | Lleyton Hewitt      | Mark Philippoussis  | 6-4, 6-4                |         |
| 19 | 10/03/2003 | Pacific Life Open, Indian Wells                               | Masters Series | 2 200 000 $ | Dur (ext.)      | Lleyton Hewitt      | Gustavo Kuerten     | 6-1, 6-1                | Tableau |
| 20 | 17/03/2003 | NASDAQ-100 Open, Miami                                        | Masters Series | 3 000 000 $ | Dur (ext.)      | Andre Agassi        | Carlos Moyà         | 6-3, 6-3                | Tableau |
| 21 | 07/04/2003 | Grand-Prix Hassan II, Casablanca                              | Int' Series    | 375 000 $   | Terre (ext.)    | Julien Boutter      | Younès El Aynaoui   | 6-2, 2-6, 6-1           | Tableau |
| 22 | 07/04/2003 | Estoril Open, Estoril                                         | Int' Series    | 500 000 $   | Terre (ext.)    | Nikolay Davydenko   | Agustín Calleri     | 6-4, 6-3                | Tableau |
| 23 | 14/04/2003 | Tennis Masters Monte-Carlo, Monte-Carlo                       | Masters Series | 2 200 000 $ | Terre (ext.)    | Juan Carlos Ferrero | Guillermo Coria     | 6-2, 6-2                | Tableau |
| 24 | 21/04/2003 | Open Seat Godó, Barcelone                                     | Series Gold    | 900 000 $   | Terre (ext.)    | Carlos Moyà         | Marat Safin         | 5-7, 6-2, 6-2, 3-0, ab. | Tableau |
| 25 | 21/04/2003 | US Men's Clay Court Championship, Houston                     | Int' Series    | 355 000 $   | Terre (ext.)    | Andre Agassi        | Andy Roddick        | 3-6, 6-3, 6-4           | Tableau |
| 26 | 28/04/2003 | BMW Open by Crédit suisse, Munich                             | Int' Series    | 355 000 $   | Terre (ext.)    | Roger Federer       | Jarkko Nieminen     | 6-1, 6-4                | Tableau |
| 27 | 28/04/2003 | CAM Open Comunidad Valenciana presented by Onofre, Valence    | Int' Series    | 375 000 $   | Terre (ext.)    | Juan Carlos Ferrero | Christophe Rochus   | 6-2, 6-4                | Tableau |
| 28 | 05/05/2003 | Telecom Italia Masters, Rome                                  | Masters Series | 2 200 000 $ | Terre (ext.)    | Félix Mantilla      | Roger Federer       | 7-5, 6-2, 7-68          | Tableau |
| 29 | 12/05/2003 | Tennis Masters Hamburg, Hambourg                              | Masters Series | 2 200 000 $ | Terre (ext.)    | Guillermo Coria     | Agustín Calleri     | 6-3, 6-4, 6-4           | Tableau |
| 30 | 19/05/2003 | International Raiffeisen Grand Prix, Sankt Pölten             | Int' Series    | 355 000 $   | Terre (ext.)    | Andy Roddick        | Nikolay Davydenko   | 6-3, 6-2                | Tableau |
| 31 | 26/05/2003 | Roland-Garros, Paris                                          | G. Chelem      | 7 202 717 $ | Terre (ext.)    | Juan Carlos Ferrero | Martin Verkerk      | 6-1, 6-3, 6-2           | Tableau |
| 32 | 09/06/2003 | Gerry Weber Open, Halle (Westf.)                              | Int' Series    | 775 000 $   | Gazon (ext.)    | Roger Federer       | Nicolas Kiefer      | 6-1, 6-3                | Tableau |
| 33 | 09/06/2003 | The Stella Artois Championships, Londres                      | Int' Series    | 800 000 $   | Gazon (ext.)    | Andy Roddick        | Sébastien Grosjean  | 6-3, 6-3                | Tableau |
| 34 | 16/06/2003 | Ordina Open, Bois-le-Duc                                      | Int' Series    | 355 000 $   | Gazon (ext.)    | Sjeng Schalken      | Arnaud Clément      | 6-3, 6-4                | Tableau |
| 35 | 16/06/2003 | The Samsung Open, Nottingham                                  | Int' Series    | 355 000 $   | Gazon (ext.)    | Greg Rusedski       | Mardy Fish          | 6-3, 6-2                | Tableau |
| 36 | 23/06/2003 | The Championships, Wimbledon                                  | G. Chelem      | 7 229 232 $ | Gazon (ext.)    | Roger Federer       | Mark Philippoussis  | 7-65, 6-2, 7-63         | Tableau |
| 37 | 07/07/2003 | Synsam Swedish Open, Båstad                                   | Int' Series    | 355 000 $   | Terre (ext.)    | Mariano Zabaleta    | Nicolás Lapentti    | 6-3, 6-4                | Tableau |
| 38 | 07/07/2003 | Allianz Suisse Open, Gstaad                                   | Int' Series    | 525 000 $   | Terre (ext.)    | Jiří Novák          | Roger Federer       | 5-7, 6-3, 6-3, 1-6, 6-3 | Tableau |
| 39 | 07/07/2003 | Miller Lite Hall of Fame Championships, Newport (RI)          | Int' Series    | 355 000 $   | Gazon (ext.)    | Robby Ginepri       | Jürgen Melzer       | 6-4, 63-7, 6-1          |         |
| 40 | 14/07/2003 | Priority Telecom Dutch Open Tennis, Amersfoort                | Int' Series    | 355 000 $   | Terre (ext.)    | Nicolás Massú       | Raemon Sluiter      | 6-4, 7-63, 6-2          | Tableau |
| 41 | 14/07/2003 | Mercedes Cup, Stuttgart                                       | Series Gold    | 665 000 $   | Terre (ext.)    | Guillermo Coria     | Tommy Robredo       | 6-2, 6-2, 6-1           | Tableau |
| 42 | 21/07/2003 | RCA Championships, Indianapolis                               | Int' Series    | 575 000 $   | Dur (ext.)      | Andy Roddick        | Paradorn Srichaphan | 7-62, 6-4               | Tableau |
| 43 | 21/07/2003 | Generali Open, Kitzbühel                                      | Series Gold    | 900 000 $   | Terre (ext.)    | Guillermo Coria     | Nicolás Massú       | 6-1, 6-4, 6-2           | Tableau |
| 44 | 21/07/2003 | Croatia Open, Umag                                            | Int' Series    | 375 000 $   | Terre (ext.)    | Carlos Moyà         | Filippo Volandri    | 6-4, 3-6, 7-5           | Tableau |
| 45 | 28/07/2003 | Mercedes-Benz Cup, Los Angeles                                | Int' Series    | 355 000 $   | Dur (ext.)      | Wayne Ferreira      | Lleyton Hewitt      | 6-3, 4-6, 7-5           | Tableau |
| 46 | 28/07/2003 | Idea Prokom Open, Sopot                                       | Int' Series    | 475 000 $   | Terre (ext.)    | Guillermo Coria     | David Ferrer        | 7-5, 6-1                | Tableau |
| 47 | 28/07/2003 | Legg Mason Tennis Classic, Washington                         | Int' Series    | 575 000 $   | Dur (ext.)      | Tim Henman          | Fernando González   | 6-3, 6-4                | Tableau |
| 48 | 04/08/2003 | Masters de tennis du Canada, Montréal                         | Masters Series | 2 200 000 $ | Dur (ext.)      | Andy Roddick        | David Nalbandian    | 6-1, 6-3                | Tableau |
| 49 | 11/08/2003 | Western & Southern Financial Group Masters, Cincinnati        | Masters Series | 2 200 000 $ | Dur (ext.)      | Andy Roddick        | Mardy Fish          | 4-6, 7-63, 7-64         | Tableau |
| 50 | 18/08/2003 | TD Waterhouse Cup, Long Island                                | Int' Series    | 355 000 $   | Dur (ext.)      | Paradorn Srichaphan | James Blake         | 6-2, 6-4                |         |
| 51 | 25/08/2003 | US Open, Flushing Meadows                                     | G. Chelem      | 7 336 000 $ | Dur (ext.)      | Andy Roddick        | Juan Carlos Ferrero | 6-3, 7-62, 6-3          | Tableau |
| 52 | 08/09/2003 | BCR Open Romania, Bucarest                                    | Int' Series    | 355 000 $   | Terre (ext.)    | David Sánchez       | Nicolás Massú       | 6-2, 6-2                | Tableau |
| 53 | 08/09/2003 | Brasil Open, Costa do Sauípe                                  | Int' Series    | 355 000 $   | Dur (ext.)      | Sjeng Schalken      | Rainer Schüttler    | 6-2, 6-4                | Tableau |
| 54 | 22/09/2003 | Thailand Open, Bangkok                                        | Int' Series    | 525 000 $   | Dur (int.)      | Taylor Dent         | Juan Carlos Ferrero | 6-3, 7-65               | Tableau |
| 55 | 22/09/2003 | Campionati Internazionali di Sicilia, Palerme                 | Int' Series    | 355 000 $   | Terre (ext.)    | Nicolás Massú       | Paul-Henri Mathieu  | 1-6, 6-2, 7-60          | Tableau |
| 56 | 22/09/2003 | Heineken Open, Shanghai                                       | Int' Series    | 355 000 $   | Dur (ext.)      | Mark Philippoussis  | Jiří Novák          | 6-2, 6-1                | Tableau |
| 57 | 29/09/2003 | Open de Moselle, Metz                                         | Int' Series    | 355 000 $   | Dur (int.)      | Arnaud Clément      | Fernando González   | 6-3, 1-6, 6-3           | Tableau |
| 58 | 29/09/2003 | Kremlin Cup, Moscou                                           | Int' Series    | 975 000 $   | Moquette (int.) | Taylor Dent         | Sargis Sargsian     | 7-65, 6-4               | Tableau |
| 59 | 29/09/2003 | AIG Japan Open Championships, Tokyo                           | Series Gold    | 665 000 $   | Dur (ext.)      | Rainer Schüttler    | Sébastien Grosjean  | 7-65, 6-2               | Tableau |
| 60 | 06/10/2003 | Grand Prix de tennis de Lyon, Lyon                            | Int' Series    | 775 000 $   | Moquette (int.) | Rainer Schüttler    | Arnaud Clément      | 7-5, 6-3                | Tableau |
| 61 | 06/10/2003 | CA Tennis Trophy, Vienne                                      | Series Gold    | 665 000 $   | Dur (int.)      | Roger Federer       | Carlos Moyà         | 6-3, 6-3, 6-3           | Tableau |
| 62 | 13/10/2003 | Tennis Masters Madrid, Madrid                                 | Masters Series | 2 200 000 $ | Dur (int.)      | Juan Carlos Ferrero | Nicolás Massú       | 6-3, 6-4, 6-3           | Tableau |
| 63 | 20/10/2003 | Davidoff Swiss Indoors Basel, Bâle                            | Int' Series    | 975 000 $   | Moquette (int.) | Guillermo Coria     | David Nalbandian    | forfait                 | Tableau |
| 64 | 20/10/2003 | St. Petersburg Open, Saint-Pétersbourg                        | Int' Series    | 975 000 $   | Dur (int.)      | Gustavo Kuerten     | Sargis Sargsian     | 6-4, 6-3                | Tableau |
| 65 | 20/10/2003 | If Stockholm Open, Stockholm                                  | Int' Series    | 625 000 $   | Dur (int.)      | Mardy Fish          | Robin Söderling     | 7-5, 3-6, 7-64          |         |
| 66 | 27/10/2003 | BNP Paribas Masters, Paris                                    | Masters Series | 2 200 000 $ | Moquette (int.) | Tim Henman          | Andrei Pavel        | 6-2, 7-66, 7-62         | Tableau |
| 67 | 10/11/2003 | Tennis Masters Cup, Houston                                   | Masters        | 3 700 000 $ | Dur (ext.)      | Roger Federer       | Andre Agassi        | 6-3, 6-0, 6-4           | Tableau |

### Double
| No | Date       | Nom et lieu du tournoi                                       | Catégorie      | Dotation    | Surface         | Vainqueurs                           | Finalistes                         | Score                    | [ 1 ]   |
| -- | ---------- | ------------------------------------------------------------ | -------------- | ----------- | --------------- | ------------------------------------ | ---------------------------------- | ------------------------ | ------- |
| 1  | 30/12/2002 | AAPT Championships Adélaïde                                  | Int' Series    | 332 000 $   | Dur (ext.)      | Jeff Coetzee Chris Haggard           | Max Mirnyi Jeff Morrison           | 2-6, 6-4, 7-67           | Tableau |
| 2  | 30/12/2002 | Tata Open Chennai                                            | Int' Series    | 355 000 $   | Dur (ext.)      | Julian Knowle Michael Kohlmann       | František Čermák Leoš Friedl       | 7-61, 7-63               | Tableau |
| 3  | 30/12/2002 | Qatar ExxonMobil Open Doha                                   | Int' Series    | 975 000 $   | Dur (ext.)      | Martin Damm Cyril Suk                | Mark Knowles Daniel Nestor         | 6-4, 7-68                | Tableau |
| 4  | 06/01/2003 | Heineken Open Auckland                                       | Int' Series    | 322 000 $   | Dur (ext.)      | David Adams Robbie Koenig            | Tomáš Cibulec Leoš Friedl          | 7-65, 3-6, 6-3           | Tableau |
| 5  | 06/01/2003 | Adidas International Sydney                                  | Int' Series    | 322 000 $   | Dur (ext.)      | Paul Hanley Nathan Healey            | Mahesh Bhupathi Joshua Eagle       | 7-63, 6-4                | Tableau |
| 6  | 13/01/2003 | Australian Open Melbourne                                    | G. Chelem      | 4 861 502 $ | Dur (ext.)      | Fabrice Santoro Michaël Llodra       | Mark Knowles Daniel Nestor         | 6-4, 3-6, 6-3            | Tableau |
| 7  | 27/01/2003 | Breil Milano Indoor Milan                                    | Int' Series    | 355 000 $   | Moquette (int.) | Petr Luxa Radek Štěpánek             | Tomáš Cibulec Pavel Vízner         | 6-4, 7-64                | Tableau |
| 8  | 10/02/2003 | Open 13 Marseille                                            | Int' Series    | 475 000 $   | Dur (int.)      | Sébastien Grosjean Fabrice Santoro   | Tomáš Cibulec Pavel Vízner         | 6-1, 6-4                 | Tableau |
| 9  | 10/02/2003 | Siebel Open San José                                         | Int' Series    | 355 000 $   | Dur (int.)      | Lee Hyung-taik Vladimir Voltchkov    | Paul Goldstein Robert Kendrick     | 7-5, 4-6, 6-3            | Tableau |
| 10 | 10/02/2003 | BellSouth Open by Rosen Viña del Mar                         | Int' Series    | 320 000 $   | Terre (ext.)    | Agustín Calleri Mariano Hood         | František Čermák Leoš Friedl       | 6-3, 1-6, 6-4            | Tableau |
| 11 | 17/02/2003 | Copa AT&T Buenos Aires                                       | Int' Series    | 355 000 $   | Terre (ext.)    | Mariano Hood Sebastián Prieto        | Lucas Arnold Ker David Nalbandian  | 6-2, 6-2                 | Tableau |
| 12 | 17/02/2003 | Kroger St. Jude Memphis                                      | Series Gold    | 665 000 $   | Dur (int.)      | Mark Knowles Daniel Nestor           | Bob Bryan Mike Bryan               | 6-2, 7-63                | Tableau |
| 13 | 17/02/2003 | ABN AMRO World Tennis Tournament Rotterdam                   | Series Gold    | 800 000 $   | Dur (int.)      | Wayne Arthurs Paul Hanley            | Roger Federer Max Mirnyi           | 7-64, 6-2                | Tableau |
| 14 | 24/02/2003 | Abierto Mexicano de Tenis Telefónica Movistar Acapulco       | Series Gold    | 665 000 $   | Terre (ext.)    | Mark Knowles Daniel Nestor           | David Ferrer Fernando Vicente      | 6-3, 6-3                 | Tableau |
| 15 | 24/02/2003 | The Dubai Tennis Championships Dubaï                         | Series Gold    | 975 000 $   | Dur (ext.)      | Leander Paes David Rikl              | Wayne Black Kevin Ullyett          | 6-3, 6-0                 | Tableau |
| 16 | 24/02/2003 | Copenhagen Open Copenhague                                   | Int' Series    | 355 000 $   | Dur (int.)      | Tomáš Cibulec Pavel Vízner           | Michael Kohlmann Julian Knowle     | 7-5, 5-7, 6-2            | Tableau |
| 17 | 03/03/2003 | International Tennis Championships Delray Beach Delray Beach | Int' Series    | 355 000 $   | Dur (ext.)      | Leander Paes Nenad Zimonjić          | Raemon Sluiter Martin Verkerk      | 7-5, 3-6, 7-5            | Tableau |
| 18 | 03/03/2003 | Franklin Templeton Tennis Classic Scottsdale                 | Int' Series    | 355 000 $   | Dur (ext.)      | James Blake Mark Merklein            | Lleyton Hewitt Mark Philippoussis  | 6-4, 62-7, 7-65          |         |
| 19 | 10/03/2003 | Pacific Life Open Indian Wells                               | Masters Series | 2 200 000 $ | Dur (ext.)      | Wayne Ferreira Ievgueni Kafelnikov   | Bob Bryan Mike Bryan               | 3-6, 7-5, 6-4            | Tableau |
| 20 | 17/03/2003 | NASDAQ-100 Open Miami                                        | Masters Series | 3 000 000 $ | Dur (ext.)      | Roger Federer Max Mirnyi             | David Rikl Leander Paes            | 7-5, 6-3                 | Tableau |
| 21 | 07/04/2003 | Grand-Prix Hassan II Casablanca                              | Int' Series    | 375 000 $   | Terre (ext.)    | František Čermák Leoš Friedl         | Devin Bowen Ashley Fisher          | 6-3, 7-5                 | Tableau |
| 22 | 07/04/2003 | Estoril Open Estoril                                         | Int' Series    | 500 000 $   | Terre (ext.)    | Mahesh Bhupathi Max Mirnyi           | Lucas Arnold Ker Mariano Hood      | 6-1, 6-2                 | Tableau |
| 23 | 14/04/2003 | Tennis Masters Monte-Carlo Monte-Carlo                       | Masters Series | 2 200 000 $ | Terre (ext.)    | Mahesh Bhupathi Max Mirnyi           | Michaël Llodra Fabrice Santoro     | 6-4, 3-6, 7-66           | Tableau |
| 24 | 21/04/2003 | Open Seat Godó Barcelone                                     | Series Gold    | 900 000 $   | Terre (ext.)    | Bob Bryan Mike Bryan                 | Chris Haggard Robbie Koenig        | 6-4, 6-3                 | Tableau |
| 25 | 21/04/2003 | US Men's Clay Court Championship Houston                     | Int' Series    | 355 000 $   | Terre (ext.)    | Mark Knowles Daniel Nestor           | Jan-Michael Gambill Graydon Oliver | 6-4, 6-3                 | Tableau |
| 26 | 28/04/2003 | BMW Open by Crédit suisse Munich                             | Int' Series    | 355 000 $   | Terre (ext.)    | Wayne Black Kevin Ullyett            | Joshua Eagle Jared Palmer          | 6-3, 7-5                 | Tableau |
| 27 | 28/04/2003 | CAM Open Comunidad Valenciana presented by Onofre Valence    | Int' Series    | 375 000 $   | Terre (ext.)    | Lucas Arnold Ker Mariano Hood        | Brian MacPhie Nenad Zimonjić       | 6-1, 67-7, 6-4           | Tableau |
| 28 | 05/05/2003 | Telecom Italia Masters Rome                                  | Masters Series | 2 200 000 $ | Terre (ext.)    | Wayne Arthurs Paul Hanley            | Michaël Llodra Fabrice Santoro     | 6-1, 6-3                 | Tableau |
| 29 | 12/05/2003 | Tennis Masters Hamburg Hambourg                              | Masters Series | 2 200 000 $ | Terre (ext.)    | Mark Knowles Daniel Nestor           | Mahesh Bhupathi Max Mirnyi         | 6-4, 7-610               | Tableau |
| 30 | 19/05/2003 | International Raiffeisen Grand Prix Sankt Pölten             | Int' Series    | 355 000 $   | Terre (ext.)    | Simon Aspelin Massimo Bertolini      | Sargis Sargsian Nenad Zimonjić     | 6-4, 68-7, 6-3           | Tableau |
| 31 | 26/05/2003 | Roland-Garros Paris                                          | G. Chelem      | 7 202 717 $ | Terre (ext.)    | Bob Bryan Mike Bryan                 | Paul Haarhuis Ievgueni Kafelnikov  | 7-63, 6-3                | Tableau |
| 32 | 09/06/2003 | Gerry Weber Open Halle (Westf.)                              | Int' Series    | 775 000 $   | Gazon (ext.)    | Jonas Björkman Todd Woodbridge       | Martin Damm Cyril Suk              | 6-3, 6-4                 | Tableau |
| 33 | 09/06/2003 | The Stella Artois Championships Londres                      | Int' Series    | 800 000 $   | Gazon (ext.)    | Mark Knowles Daniel Nestor           | Mahesh Bhupathi Max Mirnyi         | 5-7, 6-4, 7-63           | Tableau |
| 34 | 16/06/2003 | Ordina Open Bois-le-Duc                                      | Int' Series    | 355 000 $   | Gazon (ext.)    | Martin Damm Cyril Suk                | Donald Johnson Leander Paes        | 7-5, 7-64                | Tableau |
| 35 | 16/06/2003 | The Samsung Open Nottingham                                  | Int' Series    | 355 000 $   | Gazon (ext.)    | Bob Bryan Mike Bryan                 | Joshua Eagle Jared Palmer          | 7-63, 4-6, 7-64          | Tableau |
| 36 | 23/06/2003 | The Championships Wimbledon                                  | G. Chelem      | 7 229 232 $ | Gazon (ext.)    | Jonas Björkman Todd Woodbridge       | Mahesh Bhupathi Max Mirnyi         | 3-6, 6-3, 7-64, 6-3      | Tableau |
| 37 | 07/07/2003 | Synsam Swedish Open Båstad                                   | Int' Series    | 355 000 $   | Terre (ext.)    | Simon Aspelin Massimo Bertolini      | Lucas Arnold Ker Mariano Hood      | 63-7, 6-0, 6-4           | Tableau |
| 38 | 07/07/2003 | Allianz Suisse Open Gstaad                                   | Int' Series    | 525 000 $   | Terre (ext.)    | Leander Paes David Rikl              | František Čermák Leoš Friedl       | 6-3, 6-3                 | Tableau |
| 39 | 07/07/2003 | Miller Lite Hall of Fame Championships Newport (RI)          | Int' Series    | 355 000 $   | Gazon (ext.)    | Jordan Kerr David Macpherson         | Julian Knowle Jürgen Melzer        | 7-64, 6-3                |         |
| 40 | 14/07/2003 | Priority Telecom Dutch Open Tennis Amersfoort                | Int' Series    | 355 000 $   | Terre (ext.)    | Devin Bowen Ashley Fisher            | Chris Haggard André Sá             | 6-0, 6-4                 | Tableau |
| 41 | 14/07/2003 | Mercedes Cup Stuttgart                                       | Series Gold    | 665 000 $   | Terre (ext.)    | Tomáš Cibulec Pavel Vízner           | Ievgueni Kafelnikov Kevin Ullyett  | 3-6, 6-3, 6-4            | Tableau |
| 42 | 21/07/2003 | RCA Championships Indianapolis                               | Int' Series    | 575 000 $   | Dur (ext.)      | Mario Ančić Andy Ram                 | Diego Ayala Robby Ginepri          | 2-6, 7-63, 7-5           | Tableau |
| 43 | 21/07/2003 | Generali Open Kitzbühel                                      | Series Gold    | 900 000 $   | Terre (ext.)    | Martin Damm Cyril Suk                | Jürgen Melzer Alexander Peya       | 6-4, 6-4                 | Tableau |
| 44 | 21/07/2003 | Croatia Open Umag                                            | Int' Series    | 375 000 $   | Terre (ext.)    | Álex López Morón Rafael Nadal        | Todd Perry Thomas Shimada          | 6-1, 6-3                 | Tableau |
| 45 | 28/07/2003 | Mercedes-Benz Cup Los Angeles                                | Int' Series    | 355 000 $   | Dur (ext.)      | Jan-Michael Gambill Travis Parrott   | Joshua Eagle Sjeng Schalken        | 6-4, 3-6, 7-5            | Tableau |
| 46 | 28/07/2003 | Idea Prokom Open Sopot                                       | Int' Series    | 475 000 $   | Terre (ext.)    | Mariusz Fyrstenberg Marcin Matkowski | František Čermák Leoš Friedl       | 6-4, 67-7, 6-3           | Tableau |
| 47 | 28/07/2003 | Legg Mason Tennis Classic Washington                         | Int' Series    | 575 000 $   | Dur (ext.)      | Ievgueni Kafelnikov Sargis Sargsian  | Chris Haggard Paul Hanley          | 7-5, 4-6, 6-2            | Tableau |
| 48 | 04/08/2003 | Masters de tennis du Canada Montréal                         | Masters Series | 2 200 000 $ | Dur (ext.)      | Mahesh Bhupathi Max Mirnyi           | Jonas Björkman Todd Woodbridge     | 6-3, 7-64                | Tableau |
| 49 | 11/08/2003 | Western & Southern Financial Group Masters Cincinnati        | Masters Series | 2 200 000 $ | Dur (ext.)      | Bob Bryan Mike Bryan                 | Wayne Arthurs Paul Hanley          | 7-5, 7-65                | Tableau |
| 50 | 18/08/2003 | TD Waterhouse Cup Long Island                                | Int' Series    | 355 000 $   | Dur (ext.)      | Robbie Koenig Martín Rodríguez       | Martin Damm Cyril Suk              | 6-3, 7-64                |         |
| 51 | 25/08/2003 | US Open Flushing Meadows                                     | G. Chelem      | 7 336 000 $ | Dur (ext.)      | Jonas Björkman Todd Woodbridge       | Bob Bryan Mike Bryan               | 5-7, 6-0, 7-5            | Tableau |
| 52 | 08/09/2003 | BCR Open Romania Bucarest                                    | Int' Series    | 355 000 $   | Terre (ext.)    | Karsten Braasch Sargis Sargsian      | Simon Aspelin Jeff Coetzee         | 7-67, 6-2                | Tableau |
| 53 | 08/09/2003 | Brasil Open Costa do Sauípe                                  | Int' Series    | 355 000 $   | Dur (ext.)      | Todd Perry Thomas Shimada            | Scott Humphries Mark Merklein      | 6-2, 6-4                 | Tableau |
| 54 | 22/09/2003 | Thailand Open Bangkok                                        | Int' Series    | 525 000 $   | Dur (int.)      | Jonathan Erlich Andy Ram             | Andrew Kratzmann Jarkko Nieminen   | 6-3, 7-64                | Tableau |
| 55 | 22/09/2003 | Campionati Internazionali di Sicilia Palerme                 | Int' Series    | 355 000 $   | Terre (ext.)    | Lucas Arnold Ker Mariano Hood        | František Čermák Leoš Friedl       | 7-66, 63-7, 6-4          | Tableau |
| 56 | 22/09/2003 | Heineken Open Shanghai                                       | Int' Series    | 355 000 $   | Dur (ext.)      | Wayne Arthurs Paul Hanley            | Zhu Ben-Qiang Zeng Shaoxuan        | 6-2, 6-4                 | Tableau |
| 57 | 29/09/2003 | Open de Moselle Metz                                         | Int' Series    | 355 000 $   | Dur (int.)      | Julien Benneteau Nicolas Mahut       | Michaël Llodra Fabrice Santoro     | 7-62, 6-3                | Tableau |
| 58 | 29/09/2003 | Kremlin Cup Moscou                                           | Int' Series    | 975 000 $   | Moquette (int.) | Mahesh Bhupathi Max Mirnyi           | Wayne Black Kevin Ullyett          | 6-3, 7-5                 | Tableau |
| 59 | 29/09/2003 | AIG Japan Open Championships Tokyo                           | Series Gold    | 665 000 $   | Dur (ext.)      | Justin Gimelstob Nicolas Kiefer      | Scott Humphries Mark Merklein      | 6-7, 6-3, 7-64           | Tableau |
| 60 | 06/10/2003 | Grand Prix de tennis de Lyon Lyon                            | Int' Series    | 775 000 $   | Moquette (int.) | Jonathan Erlich Andy Ram             | Julien Benneteau Nicolas Mahut     | 6-1, 6-3                 | Tableau |
| 61 | 06/10/2003 | CA Tennis Trophy Vienne                                      | Series Gold    | 665 000 $   | Dur (int.)      | Yves Allegro Roger Federer           | Mahesh Bhupathi Max Mirnyi         | 7-67, 7-5                | Tableau |
| 62 | 13/10/2003 | Tennis Masters Madrid Madrid                                 | Masters Series | 2 200 000 $ | Dur (int.)      | Mahesh Bhupathi Max Mirnyi           | Wayne Black Kevin Ullyett          | 6-2, 2-6, 6-3            | Tableau |
| 63 | 20/10/2003 | Davidoff Swiss Indoors Basel Bâle                            | Int' Series    | 975 000 $   | Moquette (int.) | Mark Knowles Daniel Nestor           | Lucas Arnold Ker Mariano Hood      | 6-4, 6-2                 | Tableau |
| 64 | 20/10/2003 | St. Petersburg Open Saint-Pétersbourg                        | Int' Series    | 975 000 $   | Dur (int.)      | Julian Knowle Nenad Zimonjić         | Michael Kohlmann Rainer Schüttler  | 7-61, 6-3                | Tableau |
| 65 | 20/10/2003 | If Stockholm Open Stockholm                                  | Int' Series    | 625 000 $   | Dur (int.)      | Jonas Björkman Todd Woodbridge       | Wayne Arthurs Paul Hanley          | 6-3, 6-4                 |         |
| 66 | 27/10/2003 | BNP Paribas Masters Paris                                    | Masters Series | 2 200 000 $ | Moquette (int.) | Wayne Arthurs Paul Hanley            | Michaël Llodra Fabrice Santoro     | 6-3, 1-6, 6-3            | Tableau |
| 67 | 10/11/2003 | Tennis Masters Cup Houston                                   | Masters        | 3 700 000 $ | Dur (ext.)      | Bob Bryan Mike Bryan                 | Michaël Llodra Fabrice Santoro     | 6-7, 6-3, 3-6, 7-63, 6-4 | Tableau |

### Double mixte
| No | Date       | Nom et lieu du tournoi      | Catégorie | Dotation    | Surface      | Vainqueurs                       | Finalistes                         | Score            |         |
| -- | ---------- | --------------------------- | --------- | ----------- | ------------ | -------------------------------- | ---------------------------------- | ---------------- | ------- |
| 1  | 13/01/2003 | Australian Open Melbourne   | G. Chelem | 4 861 502 $ | Dur (ext.)   | Martina Navrátilová Leander Paes | Eléni Daniilídou Todd Woodbridge   | 6-4, 7-5         | Tableau |
| 2  | 26/05/2003 | Roland-Garros Paris         | G. Chelem | 7 202 717 $ | Terre (ext.) | Lisa Raymond Mike Bryan          | Elena Likhovtseva Mahesh Bhupathi  | 6-3, 6-4         | Tableau |
| 3  | 23/06/2003 | The Championships Wimbledon | G. Chelem | 7 229 232 $ | Gazon (ext.) | Martina Navrátilová Leander Paes | Anastasia Rodionova Andy Ram       | 6-3, 6-3         | Tableau |
| 4  | 25/08/2003 | US Open Flushing Meadows    | G. Chelem | 7 336 000 $ | Dur (ext.)   | Katarina Srebotnik Bob Bryan     | Lina Krasnoroutskaïa Daniel Nestor | 5-7, 7-5, [10-5] | Tableau |

### Compétitions par équipes
| | Australie | 3                               | -    | 1 | Espagne |    |   |
| --- | --------- | ------------------------------- | ---- | - | ------- | -- | - |
| Rod Laver Arena, Australie |           |                                 |      |   |         |    |   |
| du 28 au 30 novembre 2003 sur gazon (ext.) |           |                                 |      |   |         |    |   |
| \| 1 \| \| Lleyton Hewitt \| 3 \| 6 \| 3 \| 7 \| 6 \| \| 1 \| \| Juan Carlos Ferrero \| 6 \| 3 \| 6 \| 60 \| 2 \| \| 2 \| \| Mark Philippoussis \| 4 \| 4 \| 6 \| 64 \| \| \| 2 \| \| Carlos Moyà \| 6 \| 6 \| 4 \| 7 \| \| \| 3 \| \| W. Arthurs - T. Woodbridge \| 6 \| 6 \| 6 \| \| \| \| 3 \| \| Àlex Corretja - Feliciano López \| 3 \| 1 \| 3 \| \| \| \| \| \| \| \| \| \| \| \| \| 4 \| \| Mark Philippoussis \| 7 \| 6 \| 1 \| 2 \| 6 \| \| 4 \| \| Juan Carlos Ferrero \| 5 \| 3 \| 6 \| 6 \| 0 \| \| \| \| \| \| \| \| \| \| \| 5 \| \| Lleyton Hewitt \| Non \| \| \| \| \| \| 5 \| \| Carlos Moyà \| joué \| \| \| \| \| \| \| \| \| \| \| \| \| \| |           |                                 |      |   |         |    |   |
| 1 |           | Lleyton Hewitt                  | 3    | 6 | 3       | 7  | 6 |
| 1 |           | Juan Carlos Ferrero             | 6    | 3 | 6       | 60 | 2 |
| 2 |           | Mark Philippoussis              | 4    | 4 | 6       | 64 |   |
| 2 |           | Carlos Moyà                     | 6    | 6 | 4       | 7  |   |
| 3 |           | W. Arthurs - T. Woodbridge      | 6    | 6 | 6       |    |   |
| 3 |           | Àlex Corretja - Feliciano López | 3    | 1 | 3       |    |   |
| |           |                                 |      |   |         |    |   |
| 4 |           | Mark Philippoussis              | 7    | 6 | 1       | 2  | 6 |
| 4 |           | Juan Carlos Ferrero             | 5    | 3 | 6       | 6  | 0 |
| |           |                                 |      |   |         |    |   |
| 5 |           | Lleyton Hewitt                  | Non  |   |         |    |   |
| 5 |           | Carlos Moyà                     | joué |   |         |    |   |
| |           |                                 |      |   |         |    |   |

| 1 |  | Lleyton Hewitt                  | 3    | 6 | 3 | 7  | 6 |
| 1 |  | Juan Carlos Ferrero             | 6    | 3 | 6 | 60 | 2 |
| 2 |  | Mark Philippoussis              | 4    | 4 | 6 | 64 |   |
| 2 |  | Carlos Moyà                     | 6    | 6 | 4 | 7  |   |
| 3 |  | W. Arthurs - T. Woodbridge      | 6    | 6 | 6 |    |   |
| 3 |  | Àlex Corretja - Feliciano López | 3    | 1 | 3 |    |   |
|   |  |                                 |      |   |   |    |   |
| 4 |  | Mark Philippoussis              | 7    | 6 | 1 | 2  | 6 |
| 4 |  | Juan Carlos Ferrero             | 5    | 3 | 6 | 6  | 0 |
|   |  |                                 |      |   |   |    |   |
| 5 |  | Lleyton Hewitt                  | Non  |   |   |    |   |
| 5 |  | Carlos Moyà                     | joué |   |   |    |   |
|   |  |                                 |      |   |   |    |   |

|  | Équipe 1   | Score | Équipe 2  |  |
|  | États-Unis | 3 – 0 | Australie |  |

| Ordre des matchs | Joueurs                       | Points au premier set | Points au second set | Points au troisième set |
| ---------------- | ----------------------------- | --------------------- | -------------------- | ----------------------- |
| 1                | Serena Williams               | 6                     | 6                    |                         |
| 1                | Alicia Molik                  | 2                     | 3                    |                         |
|                  |                               |                       |                      |                         |
| 2                | James Blake                   | 6                     | 6                    |                         |
| 2                | Lleyton Hewitt                | 3                     | 4                    |                         |
|                  |                               |                       |                      |                         |
| 3 (sans enjeu)   | Serena Williams - James Blake | 6                     | 6                    |                         |
| 3 (sans enjeu)   | Alicia Molik - Lleyton Hewitt | 3                     | 2                    |                         |

|  | Équipe 1 | Score | Équipe 2           |  |
|  | Chili    | 2 – 1 | République tchèque |  |

| Ordre des matchs | Joueurs                           | Points au premier set | Points au second set | Points au troisième set |
| ---------------- | --------------------------------- | --------------------- | -------------------- | ----------------------- |
| 1                | Fernando González                 | 7                     | 7                    |                         |
| 1                | Jiří Novák                        | 64                    | 65                   |                         |
|                  |                                   |                       |                      |                         |
| 2                | Marcelo Ríos                      | 3                     | 65                   |                         |
| 2                | Radek Štěpánek                    | 6                     | 7                    |                         |
|                  |                                   |                       |                      |                         |
| 3                | Fernando González - Nicolás Massú | 6                     | 6                    |                         |
| 3                | Jiří Novák - Radek Štěpánek       | 4                     | 2                    |                         |

## Informations statistiques
Les tournois sont listés par ordre chronologique. Roger Federer remporte Vienne en simple et en double.

### En simple
| Joueur              | Nombre | Titre(s)                                                             |
| Roger Federer       | 7      | Marseille, Dubaï, Munich, Halle, Wimbledon, Vienne & Masters         |
| Andy Roddick        | 6      | Sankt Pölten, Queen's, Indianapolis & Montréal, Cincinnati & US Open |
| Guillermo Coria     | 5      | Hambourg, Stuttgart, Kitzbühel, Sopot & Bâle                         |
| Juan Carlos Ferrero | 4      | Monte-Carlo, Valence, Roland Garros & Madrid                         |
| Andre Agassi        | 4      | Open d'Australie, San José, Miami & Houston                          |
| Carlos Moyà         | 3      | Buenos Aires, Barcelone & Umag                                       |
| Taylor Dent         | 3      | Memphis, Bangkok & Moscou                                            |
| Tim Henman          | 2      | Washington & Paris-Bercy                                             |
| Lleyton Hewitt      | 2      | Scottsdale & Indian Wells                                            |
| Rainer Schüttler    | 2      | Tokyo & Lyon                                                         |
| Gustavo Kuerten     | 2      | Auckland & Saint-Pétersbourg                                         |
| Nicolás Massú       | 2      | Amersfoort & Palerme                                                 |
| David Sánchez       | 2      | Viña del Mar & Bucarest                                              |
| Sjeng Schalken      | 2      | Bois-le-Duc & Costa do Sauípe                                        |
| Nikolay Davydenko   | 2      | Adélaïde & Estoril                                                   |
| Paradorn Srichaphan | 2      | Chennai & Long Island                                                |
| Félix Mantilla      | 1      | Rome                                                                 |
| Max Mirnyi          | 1      | Rotterdam                                                            |
| Wayne Ferreira      | 1      | Los Angeles                                                          |
| Agustín Calleri     | 1      | Acapulco                                                             |
| Mariano Zabaleta    | 1      | Båstad                                                               |
| Mark Philippoussis  | 1      | Shanghai                                                             |
| Stefan Koubek       | 1      | Doha                                                                 |
| Lee Hyung-taik      | 1      | Sydney                                                               |
| Jan-Michael Gambill | 1      | Delray Beach                                                         |
| Mardy Fish          | 1      | Stockholm                                                            |
| Robby Ginepri       | 1      | Newport                                                              |
| Arnaud Clément      | 1      | Metz                                                                 |
| Julien Boutter      | 1      | Casablanca                                                           |
| Martin Verkerk      | 1      | Milan                                                                |
| Jiří Novák          | 1      | Gstaad                                                               |
| Greg Rusedski       | 1      | Nottingham                                                           |
| Karol Kučera        | 1      | Copenhague                                                           |

| Joueur          | Début de carrière | Premier titre |
| Robby Ginepri   | 2001              | Newport       |
| Mardy Fish      | 2000              | Stockholm     |
| David Sánchez   | 1997              | Viña del Mar  |
| Julien Boutter  | 1996              | Casablanca    |
| Martin Verkerk  | 1996              | Milan         |
| Max Mirnyi      | 1996              | Rotterdam     |
| Agustín Calleri | 1995              | Acapulco      |
| Lee Hyung-taik  | 1995              | Sydney        |

### En double
| Joueur                          | Nombre | Titre(s)                                                   |
| Max Mirnyi                      | 6      | Miami, Estoril, Monte-Carlo, Montréal, Moscou & Madrid     |
| Mark Knowles Daniel Nestor      | 6      | Memphis, Acapulco, Houston, Hambourg, Queen's & Bâle       |
| Bob Bryan Mike Bryan            | 5      | Barcelone, Roland Garros, Nottingham, Cincinnati & Masters |
| Mahesh Bhupathi                 | 5      | Estoril, Monte-Carlo, Montréal, Moscou & Madrid            |
| Paul Hanley                     | 5      | Sydney, Rotterdam, Rome, Shanghai & Paris-Bercy            |
| Jonas Björkman Todd Woodbridge  | 4      | Halle, Wimbledon, US Open & Stockholm                      |
| Wayne Arthurs                   | 4      | Rotterdam, Rome, Shanghai & Paris-Bercy                    |
| Mariano Hood                    | 4      | Viña del Mar, Buenos Aires, Valence & Palerme              |
| Leander Paes                    | 3      | Dubaï, Delray Beach & Gstaad                               |
| Martin Damm Cyril Suk           | 3      | Doha, Bois-le-Duc & Kitzbühel                              |
| Andy Ram                        | 3      | Indianapolis, Bangkok & Lyon                               |
| Fabrice Santoro                 | 2      | Open d'australie & Marseille                               |
| Roger Federer                   | 2      | Miami & Vienne                                             |
| Robbie Koenig                   | 2      | Auckland & Long Island                                     |
| Ievgueni Kafelnikov             | 2      | Indian Wells & Washington                                  |
| Sargis Sargsian                 | 2      | Washington & Bucarest                                      |
| Lucas Arnold Ker                | 2      | Valence & Palerme                                          |
| Julian Knowle                   | 2      | Chennai & Saint-Pétersbourg                                |
| Nenad Zimonjić                  | 2      | Delray Beach & Saint-Pétersbourg                           |
| Jonathan Erlich                 | 2      | Bangkok & Lyon                                             |
| David Rikl                      | 2      | Dubaï & Gstaad                                             |
| Tomáš Cibulec Pavel Vízner      | 2      | Copenhague & Stuttgart                                     |
| Simon Aspelin Massimo Bertolini | 2      | Sankt Pölten & Båstad                                      |

| Joueur              | Début de carrière | Premier titre   |
| Travis Parrott      | 2003              | Los Angeles     |
| Marcin Matkowski    | 2002              | Sopot           |
| Rafael Nadal        | 2001              | Umag            |
| Mario Ančić         | 2001              | Indianapolis    |
| Mariusz Fyrstenberg | 2001              | Sopot           |
| Julien Benneteau    | 2000              | Metz            |
| Nicolas Mahut       | 2000              | Metz            |
| Andy Ram            | 1998              | Indianapolis    |
| Jordan Kerr         | 1998              | Newport         |
| Todd Perry          | 1998              | Costa do Sauípe |
| Ashley Fisher       | 1998              | Amersfoort      |
| Yves Allegro        | 1997              | Vienne          |
| Vladimir Voltchkov  | 1996              | San José        |
| Sargis Sargsian     | 1995              | Washington      |
| Agustín Calleri     | 1995              | Viña del Mar    |
| Lee Hyung-taik      | 1995              | San José        |
| Devin Bowen         | 1994              | Amersfoort      |
| Massimo Bertolini   | 1993              | Sankt Pölten    |